# Judith Jolly, Baroness Jolly

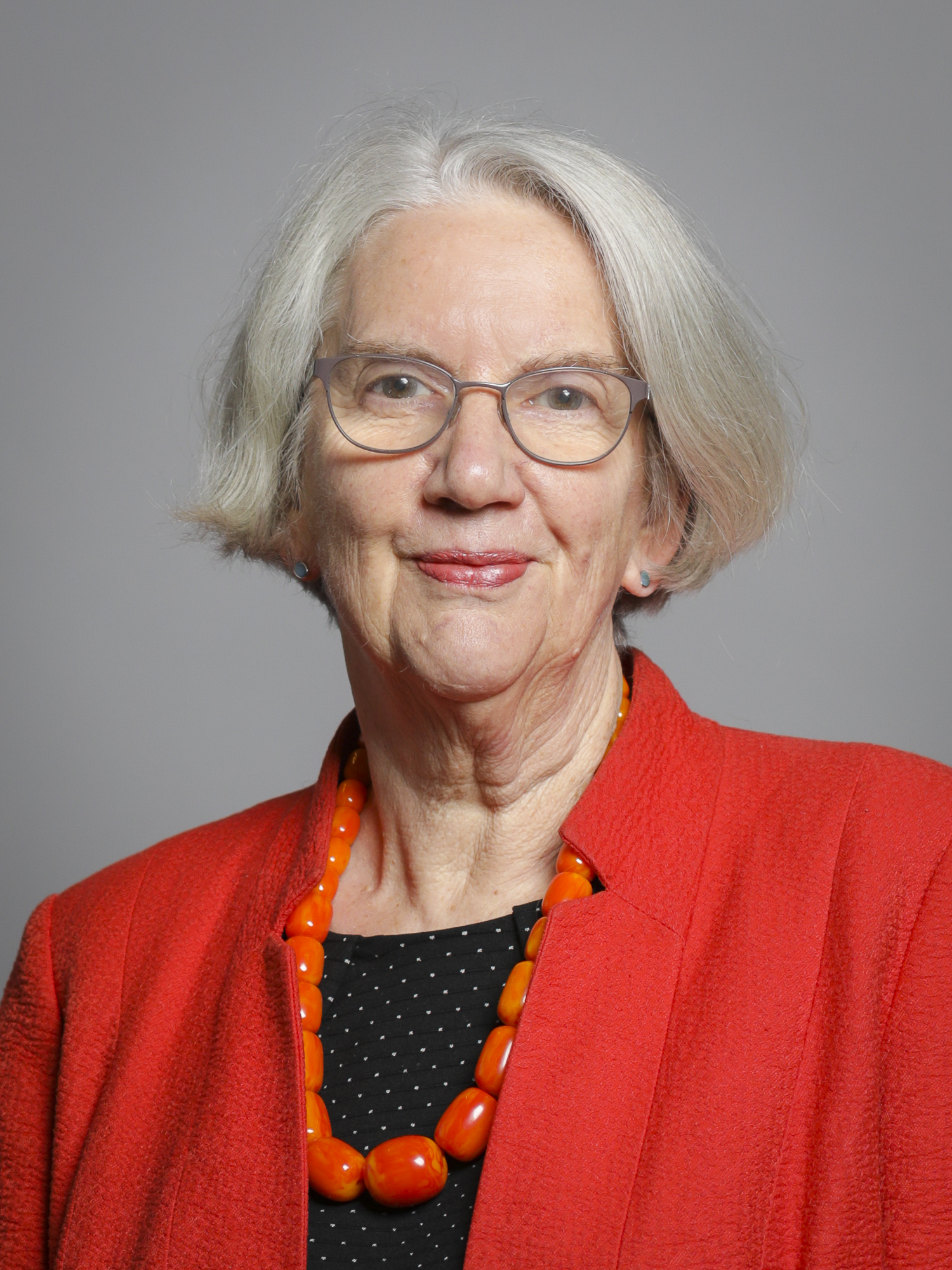
Baroness Jolly, 2019

Judith Anne Jolly, Baroness Jolly (* 27. April 1951 in Leamington Spa, Warwickshire) ist eine britische Lehrerin und Politikerin. Von 2010 bis 2024 war sie als Life Peer Mitglied des House of Lords.

## Biografie
Judith Jolly ging in Warwick zur Schule. Sie absolvierte ein Studium an der Universität von Leeds mit einem Abschluss als Regelungstechnik-Ingenieurin, und dann an der Universität von Nottingham, wo sie in einem Aufbaustudium Mathematik als Lehramt studierte. Sie ist verheiratet und hat zwei Söhne. 
Einen Großteil ihres Berufslebens verbrachte sie im äußersten Südwesten von England. Sie lehrte für über 15 Jahre Mathematik und wurde dabei eine Pionierin der Informations- und Datenverarbeitung in Schulen. Sie wurde auch Chief of Staff für das Mitglied des Europäischen Parlaments Robin Teverson, Baron Teverson. Im Jahr 1984 trat sie der Liberal Party bei. 
In den 1990er Jahren lebte sie für drei Jahre im Sultanat Oman, während ihr Mann dort zeitweise zum Dienst in der Marine von Oman abgestellt war. Während dieser Zeit arbeitete sie für den British Council als Lehrerin für Englisch als Fremdsprache und als Mentor für Studenten, die eine National Vocational Qualification anstrebten.
Sie war 1994 Vorsitzende bei Robin Teversons Wahlkampagne für das Europäische Parlament. Bei den Britischen Unterhauswahlen 1997 war sie Agentin für Paul Tylers Kampagne. Sie wurde 1997 außerdem zur Non-Executive Directorin für einen NHS-Trust für Geisteskrankheiten und Lernschwierigkeiten und danach für einen NHS-Primärversorgungs-Trust und übernahm schließlich den Vorsitz des Kuratoriums des NHS-Primärversorgung-Trust in Nordost-Cornwall vor der dessen letzten Umstrukturierung des NHS im Jahr 2006. Sie war eine Laien-Inspektorin für die Kommission zur Verbesserung der Gesundheit.
Judith Jolly war 1999 stellvertretende Vorsitzende des Parlamentarier-Kandidaten-Verbands. Ab 2002 diente sie für zwei Amtszeiten im Federal-Policy-Committee der Liberal Democrats. Sie engagierte sich zu dieser Zeit aktiv für die Allgemeinheit und in gemeinnützigen Vereinen, in den Aufsichtsräten des Citizens Advice Bureau, Credit Union, Regenerations-Organisationen und als Mitglied der Diözesansynode. Dabei lag ihr Schwerpunkt darauf, die Probleme der Armut und des Landlebens herauszustellen. 
Im Jahr 2007 war sie Vorstand der Regional-Executive für Devon und Cornwall. Sie wurde Vorsitzende eines gemeinnützigen EDV-Unternehmens in Cornwall, das Material für Memory Kliniken herstellt. Sie wurde am 24. Dezember 2010 als Baroness Jolly, of Congdon’s Shop in the County of Cornwall, zum Life Peer erhoben. Sie wurde dadurch Mitglied des House of Lords, wo sie sich der Fraktion der Liberal Democrats anschloss und dem sie bis zu ihrem Rücktritt am 31. Juli 2024 angehörte.